# Revolut
Revolut é uma fintech global que oferece serviços bancários. Com sede em Londres, foi fundada em 2015 por Nikolay Storonsky e Vlad Yatsenko. Oferece contas globais, com câmbio instantâneo, cartões de débito, cartões virtuais, Apple Pay, "cofres" com juros, negociação de ações, criptomoedas, dentre outros serviços.
Em 2020, expandiu suas operações, abrindo filiais no Japão e nos EUA. Além disso, expandiu sua equipe de 1.500 para 6.000. Em novembro de 2020, atingiu o breakeven e, com uma avaliação de £ 4,2 bilhões, tornou-se a fintech mais valiosa do Reino Unido. Em janeiro de 2021, a empresa solicitou uma licença bancária no Reino Unido, mas, em julho de 2023, o resultado ainda era aguardado. Uma nova rodada de financiamento de US$ 800 milhões em julho de 2021 elevou a avaliação da empresa para US$ 33 bilhões, tornando-a a startup de tecnologia mais valiosa do Reino Unido na época.

## História
A Revolut foi lançada ao público em julho de 2015 com o objetivo de "construir uma plataforma justa e sem atrito para usar e gerenciar dinheiro em todo o mundo", removendo taxas ocultas e oferecendo taxas de câmbio interbancárias. Nikolay Storonsky, ex-trader do Credit Suisse e Lehman Brothers, disse em uma entrevista à Forbes que:
"Eu pensei no negócio há três anos. Eu estava viajando muito e desperdiçando centenas de libras em taxas de transações estrangeiras e comissões de taxa de câmbio que apenas não se sentia bem. Como alguém com um fundo financeiro, eu sabia exatamente as taxas que eu deveria estar recebendo. Como solução, tentei encontrar um cartão multi-moeda e mais tarde foi dito que não era possível. Mas eu estava determinado a fazer isso funcionar."

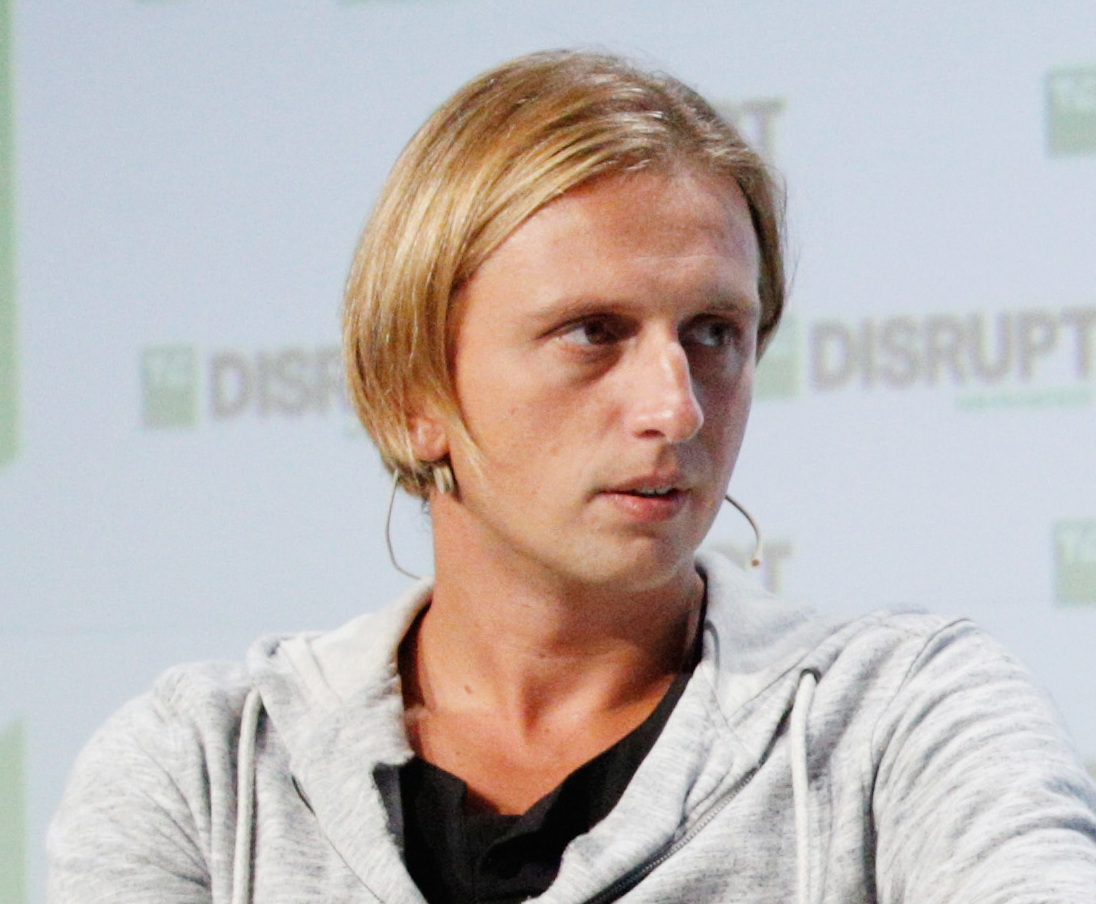
Nikolay Storonsky

Em julho de 2019, a Revolut lançou a negociação de ações sem comissão na Bolsa de Valores de Nova Iorque e NASDAQ, inicialmente para clientes em seu plano Metal. Posteriormente, foi disponibilizado a todos os usuários.
Em outubro de 2019, a empresa anunciou um acordo global com a Visa, após o qual se expandiria para 24 novos mercados e contrataria cerca de 3.500 funcionários adicionais.
Em agosto de 2020, Revolut lançou seu aplicativo financeiro no Japão.

## Controvérsias
Em Março de 2019, a revista norte-americana  Wired publicou uma exposição sobre as práticas de emprego da empresa. Encontrou provas de trabalho não remunerado, elevada rotatividade e empregados que foram forçados a  trabalhar nos fins-de-semana para cumprir indicadores de desempenho.
Em Junho de 2020, a Wired publicou uma nova exposição sobre o despedimento de empregados pela Revolut durante a pandemia de COVID-19, na qual os empregados, particularmente em Cracóvia (Polónia) , tiveram a opção de ser despedidos por mau desempenho ou assinar um acordo mútuo para deixar a empresa voluntariamente. A reportagem  explicava que "funcionários actuais e antigos funcionários da Revolut dizem que o pessoal foi coagido a aceitar despedimentos, apesar de a empresa não ter motivos legais para os despedir" e que os funcionários no Porto (em Portugal) foram pressionados a concordar com um esquema de sacrifício salarial a fim de manterem os seus empregos.

Alan Chang, um dos responsáveis da Revolut, não aceita as críticasː "Quando as pessoas se vão embora, é porque compreenderam mal o que significa trabalhar para Revolut. (...) Pensam que porque se estão a juntar a uma start-up, estarão a passear, a beber cerveja, a jogar pingue-pongue e a ir para casa às 18 horas". O fundador da Revolut N.Storonsky também não liga aos horários de trabalho da empresaː "Não se trata de horários de trabalho longos - trata-se de fazer as merdas" disse ele à Business Insider. Como corolário Storonksy disse que as pessoas da Revolut, "trabalham longas horas...pelo menos 12, 13 horas por dia. Todas as pessoas-chave, toda a equipa central. Muita gente também trabalha aos fins-de-semana".